# M1923 (каска)
M/1923 — общевойсковой шлем, производившийся для нужд вооружённых сил Дании в межвоенный период и использовавшимся во время Второй мировой войны. Это был первый шлем, выпущенный для Королевской датской армии и флота. Шлем выпускался компанией A/S Glud & Marstrands Fabrikker.

## Описание
M/1923 изготавливался из цельного куска шведской стали и выпускался как в военной, так и в гражданской версиях. Военная версия содержала эмблему армии или флота спереди, в зависимости от того, для какого рода войск она была предназначена. Эмблемы армии изготавливались заключёнными тюрьмы Вридслёселилле. С 1930-х годов шлемы покрывались текстурной краской серого или светлого оттенка хаки. Внутренняя часть шлема была оснащена кожаным подбородочным ремнем и вкладышем, состоящим из восьми клапанов. На задней части каски есть прорезь, позволяющая прикрепить карабин к снаряжению солдата, когда каска не надета.

### Гражданские версии
Во время Второй мировой войны было изготовлено несколько различных модификаций гражданских шлемов M/1923. Среди коллекционеров они известны как M1923/41. Вполне вероятно, что Glud & Marstrand изготовили M/1923/41, поскольку у них уже было оборудование для производства армейских касок. Гражданская версия была выпущена для различных невоенных организаций, таких как полиция, пожарные части и пресса. Гражданская версия не имела эмблемы спереди и была сделана из более легкой стали. У этих шлемов были подкладка и подбородочный ремешок более низкого качества. В отличие от военной версии, он оставался на вооружении этих организаций и Гражданской обороны после войны.

## История и применение
После Первой мировой войны правительство Дании последовало примеру других промышленно развитых стран и начало оснащать своих солдат стальными касками. В 1923 году, датскими военными был принят проект каски от армейского капитана Х. Э. Йонсена и главного инженера Г. А. П. Вилладсен-Нильсена. Шлем применялся датскими военными во время немецкого вторжения в Данию, операции Weserübung, 9 апреля 1940 года, и очень ограниченно использовался датскими добровольцами в Финляндии во время Зимней войны.
После окончания войны в 1945 году Дания постепенно отказалась от M/1923 в пользу стального шлема M/48, созданного по образцу американского шлема M1. Всего, за период с 1923 по 1946 было произведено 105,300 шлемов для вооружённых сил. Количество произведённых гражданских шлемов M/1923/41 не установлено.

## Галерея
- Пробитый пулями шлем М1923 датского солдата, погибшего 9 апреля 1940
- Снаряжение сдавшихся датских военных, в том числе шлемы М1923, 9 апреля 1940
- Датские зенитчики
- Датские повстанцы в Копенгагене, 5 мая 1945